# Copa Mundial de Fútbol Sub-17 de 1991
La Copa Mundial Sub-17 de la FIFA de 1991 (en inglés: 1st FIFA U-17 World Championship for the FIFA/JVC Cup-Italy 1991) fue la IV edición de la Copa Mundial de Fútbol Sub-17. Esta versión del torneo fue realizada en Italia, entre el 16 de agosto y el 31 de agosto de 1991, siendo la tercera oportunidad en que dicho país organiza una copa mundial de este deporte luego de hacerlo en la categoría absoluta en 1934 y 1990.
Originalmente, este torneo se realizaría en Ecuador, pero producto de un brote de Cólera en el país, la FIFA otorgó la sede a Italia y el país ecuatorial es asignado para albergar el mismo torneo el año 1995.
España y Ghana disputaron el partido decisivo en el Stadio Artemio Franchi de Florencia, el 31 de agosto. Tras el primer tiempo, ninguno de los dos equipos habían anotado un gol por lo que en la segunda parte, al minuto 77, Emmunanel Duah anota el primero y único gol del encuentro por lo que el campeonato se lo llevó Ghana. 

## Sedes
| Ciudad      | Estadio                | Capacidad |
| ----------- | ---------------------- | --------- |
| Florencia   | Stadio Artemio Franchi | 47.232    |
| Montecatini | Stadio G. Brilli Peri  | 8.000     |
| Viareggio   | Stadio dei Pini        | 10.400    |
| Massa       | Stadio degli Oliveti   | 9.000     |
| Carrara     | Stadio Dei Marmi       | 9.500     |
| Livorno     | Stadio Armando Picchi  | 18.200    |

## Equipos participantes
En cursiva, los equipos debutantes en la Copa Mundial de Fútbol Sub-17.
| Alemania  | Catar | UAE            | Italia  |
| Argentina | China | España         | México  |
| Australia | Congo | Estados Unidos | Sudán   |
| Brasil    | Cuba  | Ghana          | Uruguay |

## Resultados

### Primera fase

#### Grupo A
| Equipos        | Pts | PJ | PG | PE | PP | GF | GC | Dif |
| -------------- | --- | -- | -- | -- | -- | -- | -- | --- |
| Estados Unidos | 6   | 3  | 3  | 0  | 0  | 5  | 1  | 4   |
| Argentina      | 3   | 3  | 1  | 1  | 1  | 2  | 2  | 0   |
| Italia         | 2   | 3  | 0  | 2  | 1  | 2  | 3  | −1  |
| China          | 1   | 3  | 0  | 1  | 2  | 4  | 7  | −3  |

| 16 de agosto de 1991, 18:00 | Italia | 0:1 | Estados Unidos | Stadio G. Brilli Peri, Montecatini                                  |                                                                     |
|                             |        |     | Dunne 18'      | Asistencia: 3.200 espectadores Árbitro(s): Ulisses Tavares da Silva | Asistencia: 3.200 espectadores Árbitro(s): Ulisses Tavares da Silva |

| 17 de agosto de 1991, 21:00 | China       | 1:2 | Argentina                         | Stadio dei Pini, Viareggio                            |                                                       |
|                             | Gao Fei 58' |     | Verón 50' · Castellani 77' (pen.) | Asistencia: 350 espectadores Árbitro(s): Leif Sundell | Asistencia: 350 espectadores Árbitro(s): Leif Sundell |

| 20 de agosto de 1991, 18:00 | Italia                      | 2:2 | China                       | Stadio dei Pini, Viareggio                                             |                                                                        |
|                             | Del Piero 30' · Giraldi 67' |     | Yu Liang 14' · Yu Huang 73' | Asistencia: 1.200 espectadores Árbitro(s): Miguel Ángel Salas Castillo | Asistencia: 1.200 espectadores Árbitro(s): Miguel Ángel Salas Castillo |

| 20 de agosto de 1991, 20:00 | Estados Unidos | 1:0 | Argentina | Stadio del Pini, Viareggio                                    |                                                               |
|                             | McKeon 23'     |     |           | Asistencia: 1.200 espectadores Árbitro(s): Rachid Ben Khedija | Asistencia: 1.200 espectadores Árbitro(s): Rachid Ben Khedija |

| 22 de agosto de 1991, 18:00 | Italia | 0:0 | Argentina | Stadio del Pini, Viareggio                                |  |
|                             |        |     |           | Asistencia: 2.000 espectadores Árbitro(s): Philippe Leduc |  |

| 22 de agosto de 1991, 20:00 | Estados Unidos                        | 3:1 | China       | Stadio del Pini, Viareggio                             |                                                        |
|                             | Beachum 6' · Montoya 37' · McKeon 71' |     | Gao Fei 32' | Asistencia: 2.000 espectadores Árbitro(s): Nizar Watti | Asistencia: 2.000 espectadores Árbitro(s): Nizar Watti |

#### Grupo B
| Equipo    | Pts | PJ | PG | PE | PP | GF | GC | Dif |
| --------- | --- | -- | -- | -- | -- | -- | -- | --- |
| Australia | 4   | 3  | 2  | 0  | 1  | 6  | 4  | 2   |
| Catar     | 3   | 3  | 1  | 1  | 1  | 1  | 1  | 0   |
| Congo     | 3   | 3  | 1  | 1  | 1  | 2  | 3  | −1  |
| México    | 2   | 3  | 1  | 0  | 2  | 5  | 6  | −1  |

| 17 de agosto de 1991, 21:00 | Congo | 0:0 | Catar | Stadio dei Marmi, Carrara                                     |  |
|                             |       |     |       | Asistencia: 600 espectadores Árbitro(s): Jorge Orellana Vimos |  |

| 18 de agosto de 1991, 21:00 | Australia                              | 4:3 | México                        | Stadio dei Marmi, Carrara                              |                                                        |
|                             | Agostino 5', 28', 29' · Kiratzoglu 17' |     | Garza 25' · Toledano 69', 74' | Asistencia: 500 espectadores Árbitro(s): Lim Kee Chong | Asistencia: 500 espectadores Árbitro(s): Lim Kee Chong |

| 20 de agosto de 1991, 19:00 | Congo | 0:2 | Australia                  | Stadio dei Marmi, Carrara                                          |                                                                    |
|                             |       |     | Healy 63' · Kiratzoglu 74' | Asistencia: 200 espectadores Árbitro(s): Letchmanasamy Kathirveloo | Asistencia: 200 espectadores Árbitro(s): Letchmanasamy Kathirveloo |

| 20 de agosto de 1991, 21:00 | Catar | 0:1 | México      | Stadio dei Marmi, Carrara                                       |                                                                 |
|                             |       |     | Toledano 5' | Asistencia: 200 espectadores Árbitro(s): Sabino Farina Céspedes | Asistencia: 200 espectadores Árbitro(s): Sabino Farina Céspedes |

| 22 de agosto de 1991, 19:00 | Congo                     | 2:1 | México     | Stadio dei Marmi, Carrara                                   |                                                             |
|                             | Kibiti 17' · Tchicaya 31' |     | García 71' | Asistencia: 400 espectadores Árbitro(s): Mario van der Ende | Asistencia: 400 espectadores Árbitro(s): Mario van der Ende |

| 22 de agosto de 1991, 21:00 | Catar         | 1:0 | Australia | Stadio dei Marmi, Carrara                          |                                                    |
|                             | Al Tamimi 76' |     |           | Asistencia: 400 espectadores Árbitro(s): Juan Bava | Asistencia: 400 espectadores Árbitro(s): Juan Bava |

#### Grupo C
| Equipo   | Pts | PJ | PG | PE | PP | GF | GC | Dif |
| -------- | --- | -- | -- | -- | -- | -- | -- | --- |
| Brasil   | 6   | 3  | 3  | 0  | 0  | 7  | 0  | 7   |
| Alemania | 3   | 3  | 1  | 1  | 1  | 5  | 5  | 0   |
| Sudán    | 2   | 3  | 1  | 0  | 2  | 5  | 5  | 0   |
| UAE      | 1   | 3  | 0  | 1  | 2  | 3  | 10 | −7  |

| 17 de agosto de 1991, 21:00 | Sudán                                               | 4:1 | UAE         | Stadio degli Oliveti, Massa                                |                                                            |
|                             | Saeed 34' · Hussein 36' · Ahmed 37' · Elmustafa 47' |     | Mohamed 59' | Asistencia: 250 espectadores Árbitro(s): Arlington Success | Asistencia: 250 espectadores Árbitro(s): Arlington Success |

| 18 de agosto de 1991, 19:00 | Alemania | 0:2 | Brasil                  | Stadio degli Oliveti, Massa                           |                                                       |
|                             |          |     | Argel 18' · Adriano 39' | Asistencia: 800 espectadores Árbitro(s): Fabio Baldas | Asistencia: 800 espectadores Árbitro(s): Fabio Baldas |

| 20 de agosto de 1991, 19:00 | Sudán     | 1:3 | Alemania                    | Stadio degli Oliveti, Massa                               |                                                           |
|                             | Ahmed 78' |     | Sarna 48' · Jaekel 62', 75' | Asistencia: 200 espectadores Árbitro(s): Angelo Amendolia | Asistencia: 200 espectadores Árbitro(s): Angelo Amendolia |

| 20 de agosto de 1991, 21:00 | UAE | 0:4 | Brasil                                | Stadio degli Oliveti, Massa                           |                                                       |
|                             |     |     | Yan 20' · Nene 26' · Adriano 58', 62' | Asistencia: 200 espectadores Árbitro(s): Jan Damgaard | Asistencia: 200 espectadores Árbitro(s): Jan Damgaard |

| 22 de agosto de 1991, 19:00 | Sudán | 0:1 | Brasil      | Stadio degli Oliveti, Massa                               |                                                           |
|                             |       |     | Adriano 58' | Asistencia: 500 espectadores Árbitro(s): Angelo Amendolia | Asistencia: 500 espectadores Árbitro(s): Angelo Amendolia |

| 22 de agosto de 1991, 21:00 | UAE                                  | 2:2 | Alemania            | Stadio degli Oliveti, Massa                                   |                                                               |
|                             | Abdulrahman 12' (pen.) · Ibrahim 44' |     | Lutz 8' · Sarna 51' | Asistencia: 500 espectadores Árbitro(s): Jorge Orellana Vimos | Asistencia: 500 espectadores Árbitro(s): Jorge Orellana Vimos |

#### Grupo D
| Equipo  | Pts | PJ | PG | PE | PP | GF | GC | Dif |
| ------- | --- | -- | -- | -- | -- | -- | -- | --- |
| España  | 5   | 3  | 2  | 1  | 0  | 9  | 4  | 5   |
| Ghana   | 5   | 3  | 2  | 1  | 0  | 5  | 2  | 3   |
| Uruguay | 2   | 3  | 1  | 0  | 2  | 1  | 3  | −2  |
| Cuba    | 0   | 3  | 0  | 0  | 3  | 4  | 10 | −6  |

| 17 de agosto de 1991, 21:00 | Ghana           | 2:1 | Cuba        | Stadio Armando Picchi, Livorno                             |                                                            |
|                             | Lamptey 8', 51' |     | Sánchez 26' | Asistencia: 1.500 espectadores Árbitro(s): Omar Al Mehanna | Asistencia: 1.500 espectadores Árbitro(s): Omar Al Mehanna |

| 18 de agosto de 1991, 21:00 | Uruguay | 0:1 | España   | Stadio Armando Picchi, Livorno                         |                                                        |
|                             |         |     | Dani 63' | Asistencia: 1.400 espectadores Árbitro(s): Nizar Watti | Asistencia: 1.400 espectadores Árbitro(s): Nizar Watti |

| 20 de agosto de 1991, 19:00 | Ghana                   | 2:0 | Uruguay | Stadio Armando Picchi, Massa                            |                                                         |
|                             | Gargo 78' · Lamptey 52' |     |         | Asistencia: 1.300 espectadores Árbitro(s): Errol Forbes | Asistencia: 1.300 espectadores Árbitro(s): Errol Forbes |

| 20 de agosto de 1991, 21:00 | Cuba                            | 3:7 | España                                                                               | Stadio Armando Picchi, Livorno                          |                                                         |
|                             | Marten 56' · Casamayor 66', 83' |     | Robaina 5', 23' · Carrasco 13' · Murgui 43' · Velasco 52' · Palacios 58' · Ramón 74' | Asistencia: 1.300 espectadores Árbitro(s): Fabio Baldas | Asistencia: 1.300 espectadores Árbitro(s): Fabio Baldas |

| 22 de agosto de 1991, 19:00 | Ghana     | 1:1 | España     | Stadio Armando Picchi, Livorno                                      |                                                                     |
|                             | Opoku 42' |     | Gálvez 62' | Asistencia: 1.300 espectadores Árbitro(s): Ulisses Tavares da Silva | Asistencia: 1.300 espectadores Árbitro(s): Ulisses Tavares da Silva |

| 22 de agosto de 1991, 21:00 | Cuba | 0:1 | Uruguay   | Stadio Armando Picchi, Livorno                           |                                                          |
|                             |      |     | López 72' | Asistencia: 1.300 espectadores Árbitro(s): Lim Kee Chong | Asistencia: 1.300 espectadores Árbitro(s): Lim Kee Chong |

### Segunda fase
|  | Cuartos de final           | Cuartos de final     |                          |                  | Semifinales            | Semifinales            |  |  | Final                      | Final |
|  |                            |                      |                          |                  |                        |                        |  |  |                            |       |
|  | 25 de agosto – Montecatini |                      |                          |                  |                        |                        |  |  |                            |       |
|  |                            |                      |                          |                  |                        |                        |  |  |                            |       |
|  | Estados Unidos             | 1 (4)                |                          |                  |                        |                        |  |  |                            |       |
|  | Estados Unidos             | 1 (4)                | 28 de agosto – Viareggio |                  |                        |                        |  |  |                            |       |
|  | Catar (pen.)               | 1 (5)                |                          |                  |                        |                        |  |  |                            |       |
|  | Catar (pen.)               | 1 (5)                | Catar                    | 0 (2)            |                        |                        |  |  |                            |       |
|  | 25 de agosto – Carrara     |                      | Catar                    | 0 (2)            |                        |                        |  |  |                            |       |
|  |                            | Ghana (pen.)         | 0 (4)                    |                  |                        |                        |  |  |                            |       |
|  | Brasil                     | Ghana (pen.)         | 0 (4)                    | 1                |                        |                        |  |  |                            |       |
|  | Brasil                     |                      | 31 de agosto – Florencia | 1                |                        |                        |  |  |                            |       |
|  | Ghana                      | 2                    |                          |                  |                        |                        |  |  |                            |       |
|  | Ghana                      | 2                    | Ghana                    | 1                |                        |                        |  |  |                            |       |
|  | 25 de agosto – Viareggio   |                      | Ghana                    | 1                |                        |                        |  |  |                            |       |
|  |                            | España               | 0                        |                  |                        |                        |  |  |                            |       |
|  | Australia                  | España               | 0                        | 1                |                        |                        |  |  |                            |       |
|  | Australia                  | 28 de agosto – Massa |                          | 1                |                        |                        |  |  |                            |       |
|  | Argentina                  | 2                    |                          |                  |                        |                        |  |  |                            |       |
|  | Argentina                  | 2                    | Argentina                | 0                | Tercer y cuarto puesto | Tercer y cuarto puesto |  |  |                            |       |
|  | 25 de agosto – Livorno     |                      | Argentina                | 0                | Tercer y cuarto puesto | Tercer y cuarto puesto |  |  |                            |       |
|  |                            | España               | 1                        |                  |                        |                        |  |  |                            |       |
|  | España                     | España               | 1                        | 3                | Catar                  | 1 (1)                  |  |  |                            |       |
|  | España                     |                      |                          | 3                | Catar                  | 1 (1)                  |  |  |                            |       |
|  | Alemania                   | 1                    |                          | Argentina (pen.) | 1 (4)                  |                        |  |  |                            |       |
|  | Alemania                   | 1                    |                          |                  | 1 (4)                  |                        |  |  |                            |       |
|  |                            |                      |                          |                  |                        |                        |  |  | 30 de agosto – Montecatini |       |
|  |                            |                      |                          |                  |                        |                        |  |  |                            |       |

#### Cuartos de final
| 25 de agosto de 1991, 18:00 | Estados Unidos | 1:1 (t. s.)(4:5 p.) | Catar  | Stadio G. Brilli Peri, Montecatini                              |                                                                 |
|                             | Kelly 3'       |                     | Bu 14' | Asistencia: 2.000 espectadores Árbitro(s): Jorge Orellana Vimos | Asistencia: 2.000 espectadores Árbitro(s): Jorge Orellana Vimos |

| 25 de agosto de 1991, 21:00 | Australia             | 1:2 | Argentina         | Stadio dei Pini, Viareggio                              |                                                         |
|                             | Azconzábal 75' (a.g.) |     | Comelles 29', 55' | Asistencia: 1.100 espectadores Árbitro(s): Fabio Baldas | Asistencia: 1.100 espectadores Árbitro(s): Fabio Baldas |

| 25 de agosto de 1991, 21:00 | Brasil      | 1:2 | Ghana                   | Stadio Dei Marmi, Carrara                               |                                                         |
|                             | Leandro 42' |     | Lamptey 36' · Gargo 58' | Asistencia: 1.200 espectadores Árbitro(s): Leif Sundell | Asistencia: 1.200 espectadores Árbitro(s): Leif Sundell |

| 25 de agosto de 1991, 21:00 | España                                | 3:1 | Alemania   | Stadio Armando Picchi, Livorno                         |                                                        |
|                             | Murgui 59' · Robaina 72' · Josemi 80' |     | Babatz 15' | Asistencia: 1.100 espectadores Árbitro(s): Nizar Watti | Asistencia: 1.100 espectadores Árbitro(s): Nizar Watti |

#### Semifinales
| 28 de agosto de 1991, 18:00 | Catar | 0:0 (t. s.)(2:4 p.) | Ghana | Stadio Dei Pini, Viareggio                              |  |
|                             |       |                     |       | Asistencia: 1.200 espectadores Árbitro(s): Fabio Baldas |  |

| 28 de agosto de 1991, 21:00 | Argentina | 0:1 | España     | Stadio dei Marmi, Massa                                 |                                                         |
|                             |           |     | Murgui 22' | Asistencia: 1.100 espectadores Árbitro(s): Jan Damgaard | Asistencia: 1.100 espectadores Árbitro(s): Jan Damgaard |

#### Tercer lugar
| 30 de agosto de 1991, 18:00 | Catar         | 1:1 (t. s.)(1:4 p.) | Argentina    | Stadio G. Brilli Peri, Montecatini                            |                                                               |
|                             | Al Bedaid 60' |                     | Akselman 80' | Asistencia: 1.500 espectadores Árbitro(s): Mario van der Ende | Asistencia: 1.500 espectadores Árbitro(s): Mario van der Ende |

#### Final
| 31 de agosto de 1991, 18:00 | Ghana    | 1:0 | España | Stadio Artemio Franchi, Florencia                       |                                                         |
|                             | Duah 77' |     |        | Asistencia: 5.000 espectadores Árbitro(s): Leif Sundell | Asistencia: 5.000 espectadores Árbitro(s): Leif Sundell |

## Campeón
| Ghana                       |
| Campeón Ghana Primer título |

## Posiciones Finales
| Equipo | Equipo         | Pts | PJ | PG | PE | PP | GF | GC | Dif |
| ------ | -------------- | --- | -- | -- | -- | -- | -- | -- | --- |
| 1      | Ghana          | 10  | 6  | 4  | 2  | 0  | 8  | 3  | +5  |
| 2      | España         | 9   | 6  | 4  | 1  | 1  | 13 | 5  | +8  |
| 3      | Argentina      | 6   | 6  | 2  | 2  | 2  | 5  | 5  | 0   |
| 4      | Catar          | 6   | 6  | 1  | 4  | 1  | 3  | 3  | 0   |
| 5      | Estados Unidos | 7   | 4  | 3  | 1  | 0  | 6  | 2  | +4  |
| 6      | Brasil         | 6   | 4  | 3  | 0  | 1  | 8  | 2  | -6  |
| 7      | Australia      | 4   | 4  | 2  | 0  | 2  | 7  | 6  | +1  |
| 8      | Alemania       | 3   | 4  | 1  | 1  | 2  | 6  | 8  | -2  |
| 9      | Congo          | 3   | 3  | 1  | 1  | 1  | 2  | 3  | -1  |
| 10     | Sudán          | 2   | 3  | 1  | 0  | 2  | 5  | 5  | 0   |
| 11     | México         | 2   | 3  | 1  | 0  | 2  | 5  | 6  | -1  |
| 12     | Italia         | 2   | 3  | 0  | 2  | 1  | 2  | 3  | -1  |
| 13     | Uruguay        | 2   | 3  | 1  | 0  | 2  | 1  | 3  | -2  |
| 14     | China          | 1   | 3  | 0  | 1  | 2  | 4  | 7  | -3  |
| 15     | UAE            | 1   | 3  | 0  | 1  | 2  | 3  | 10 | -7  |
| 16     | Cuba           | 0   | 3  | 0  | 0  | 3  | 4  | 10 | -6  |

## Goleadores
| Jugador            | Selección | Goles |
| ------------------ | --------- | ----- |
| Adriano            | Brasil    | 4     |
| Nii Lamptey        | Ghana     | 4     |
| Paul Agostino      | Australia | 3     |
| Jorge Toledano     | México    | 3     |
| Antonio Robaina    | España    | 3     |
| Juan Carlos Murgui | España    | 3     |